# Wereldkampioenschap voetbal 2014 (kwalificatie)
Voor het wereldkampioenschap voetbal 2014 in Brazilië moeten de landen zich via de continentale toernooien kwalificeren. Het aantal beschikbare plaatsen voor elke bij de FIFA aangesloten confederatie hangt af van de sterkte van het continent en wordt als dusdanig verdeeld.
Brazilië is als organisator het enige land dat rechtstreeks geplaatst is. Sinds 2006 moet ook de titelverdediger zich via de kwalificaties plaatsen. Van alle bij de FIFA aangesloten landen hebben vier landen zich niet aangemeld voor de kwalificatietoernooien. Dit waren de AFC-leden Bhutan, Brunei en Guam en het CAF-lid Mauritanië.
Voor Europa waren dertien tickets evenveel als vorig WK. Spanje, Engeland, Italië, Frankrijk, Duitsland, Portugal, Nederland, Zwitserland en Griekenland plaatsten zich opnieuw, Servië werd uitgeschakeld door zowel België als Kroatië, Slowakije door Bosnië en Herzegovina, de plaatsen van Denemarken en Slovenië werden ingenomen door Rusland.
Voor Zuid Amerika waren zes tickets beschikbaar, vorig WK vijf. Brazilië, Argentinië, Uruguay en Chili waren er opnieuw bij, Paraguay werd uitgeschakeld door zowel Colombia als Ecuador.
Voor Noord Amerika waren vier tickets beschikbaar, vorig WK vier. Mexico, de Verenigde Staten en Honduras waren er opnieuw bij, de extra plaats was voor Costa Rica.
Voor Afrika waren vijf tickets beschikbaar, vorig WK zes. Nigeria, Kameroen, Ghana, Algerije en Ivoorkust waren er opnieuw bij, Zuid-Afrika viel af.
Voor Azië waren vier tickets beschikbaar, evenveel als vorig WK. Zuid-Korea, Australië en Japan waren er opnieuw bij, Iran nam de plaats van Noord-Korea in. 
De enige deelnemer van Oceanië op het vorige WK Nieuw-Zeeland werd in de Intercontinentale play-off uitgeschakeld door Mexico.

## Plaatsen
In de onderstaande tabel staat per confederatie het aantal toegewezen kwalificatieplaatsen.
| AFC               | 43  | 4 of 5 | 29 juni 2011     |  |  |
| CAF               | 53  | 5      | 11 november 2011 |  |  |
| CONCACAF          | 35  | 3 of 4 | 15 juni 2011     |  |  |
| CONMEBOL          | 9   | 4 of 5 | oktober 2011     |  |  |
| OFC               | 11  | 0 of 1 | 21 november 2011 |  |  |
| UEFA              | 53  | 13     | september 2012   |  |  |
| Organiserend land | 1   | 1      |                  |  |  |
| Totaal            | 205 | 32     |                  |  |  |

In twee play-offwedstrijden strijden vier landen van ook vier confederaties om twee eindplaatsen in de eindronde.
- de nummer 1 van de OFC-groep (Nieuw-Zeeland) tegen de nummer 4 van de CONCACAF-groep (Mexico).
- de nummer 5 van de CONMEBOL-groep (Uruguay) tegen de nummer 5 van de AFC-groep (Jordanië).

De 31 beschikbare plaatsen in de eindronde zijn op dezelfde manier verdeeld als bij het voorgaande toernooi. Het gastland is daarbij het 32e team. Wel is de situatie bij de beslissingswedstrijden verschillend. In 2006 duelleerde een team van Zuid-Amerika met een team uit Oceanië en een team uit Noord-Amerika met een Aziatisch team.

## Gekwalificeerde landen
| FIFA-lid              | Confederatie | Kwalificatie                  | Kwal. datum | Aantal dln. (incl. 2014) | Eerste dln. | Laatste dln. | Dln. op rij | Titels (excl. 2014) | Beste prestatie |
| --------------------- | ------------ | ----------------------------- | ----------- | ------------------------ | ----------- | ------------ | ----------- | ------------------- | --------------- |
| Brazilië              | CONMEBOL     | Gastheer                      | 30/10/2007  | 20                       | 1930        | 2010         | 20          | 5                   | Wereldkampioen  |
| België                | UEFA         | Nr. 1 groep A                 | 11/10/2013  | 12                       | 1930        | 2002         | 1           | 0                   | Vierde plaats   |
| Italië                | UEFA         | Nr. 1 groep B                 | 10/09/2013  | 18                       | 1934        | 2010         | 14          | 4                   | Wereldkampioen  |
| Duitsland             | UEFA         | Nr. 1 groep C                 | 11/10/2013  | 18                       | 1934        | 2010         | 16          | 3                   | Wereldkampioen  |
| Nederland             | UEFA         | Nr. 1 groep D                 | 10/09/2013  | 10                       | 1934        | 2010         | 3           | 0                   | Tweede plaats   |
| Zwitserland           | UEFA         | Nr. 1 groep E                 | 11/10/2013  | 10                       | 1934        | 2010         | 3           | 0                   | Kwartfinale     |
| Rusland               | UEFA         | Nr. 1 groep F                 | 15/10/2013  | 3                        | 1994        | 2002         | 1           | 0                   | Eerste ronde    |
| Bosnië en Herzegovina | UEFA         | Nr. 1 groep G                 | 15/10/2013  | 1                        | 2014        | N.v.t.       | 1           | 0                   | N.v.t.          |
| Engeland              | UEFA         | Nr. 1 groep H                 | 15/10/2013  | 14                       | 1950        | 2010         | 5           | 1                   | Wereldkampioen  |
| Spanje                | UEFA         | Nr. 1 groep I                 | 15/10/2013  | 14                       | 1934        | 2010         | 10          | 1                   | Wereldkampioen  |
| Argentinië            | CONMEBOL     | Nr. 1 CONMEBOL                | 10/09/2013  | 16                       | 1930        | 2010         | 11          | 2                   | Wereldkampioen  |
| Colombia              | CONMEBOL     | Nr. 2 CONMEBOL                | 12/10/2013  | 5                        | 1962        | 1998         | 1           | 0                   | Achtste finale  |
| Chili                 | CONMEBOL     | Nr. 3 CONMEBOL                | 16/10/2013  | 9                        | 1930        | 2010         | 2           | 0                   | Derde plaats    |
| Ecuador               | CONMEBOL     | Nr. 4 CONMEBOL                | 16/10/2013  | 3                        | 2002        | 2006         | 1           | 0                   | Achtste finale  |
| Kameroen              | CAF          | Winnaar 3e ronde              | 17/11/2013  | 7                        | 1982        | 2010         | 2           | 0                   | Kwartfinale     |
| Ghana                 | CAF          | Winnaar 3e ronde              | 19/11/2013  | 3                        | 2006        | 2010         | 3           | 0                   | Kwartfinale     |
| Ivoorkust             | CAF          | Winnaar 3e ronde              | 16/11/2013  | 3                        | 2006        | 2010         | 3           | 0                   | Eerste ronde    |
| Algerije              | CAF          | Winnaar 3e ronde              | 19/11/2013  | 4                        | 1982        | 2010         | 2           | 0                   | Eerste ronde    |
| Nigeria               | CAF          | Winnaar 3e ronde              | 16/11/2013  | 5                        | 1994        | 2010         | 2           | 0                   | Achtste finale  |
| Iran                  | AFC          | Nr. 1 groep A                 | 18/06/2013  | 4                        | 1978        | 2006         | 1           | 0                   | Eerste ronde    |
| Japan                 | AFC          | Nr. 1 groep B                 | 04/06/2013  | 5                        | 1998        | 2010         | 5           | 0                   | Achtste finale  |
| Zuid-Korea            | AFC          | Nr. 2 groep A                 | 18/06/2013  | 9                        | 1954        | 2010         | 8           | 0                   | Vierde plaats   |
| Australië             | AFC          | Nr. 2 groep B                 | 18/06/2013  | 4                        | 1974        | 2010         | 3           | 0                   | Achtste finale  |
| Verenigde Staten      | CONCACAF     | Nr. 1 CONCACAF                | 10/09/2013  | 10                       | 1930        | 2010         | 7           | 0                   | Halve finale    |
| Costa Rica            | CONCACAF     | Nr. 2 CONCACAF                | 10/09/2013  | 4                        | 1990        | 2006         | 1           | 0                   | Achtste finale  |
| Honduras              | CONCACAF     | Nr. 3 CONCACAF                | 16/10/2013  | 3                        | 1982        | 2010         | 2           | 0                   | Eerste ronde    |
| Portugal              | UEFA         | Winnaar play-off 1            | 19/11/2013  | 6                        | 1966        | 2010         | 4           | 0                   | Derde plaats    |
| Frankrijk             | UEFA         | Winnaar play-off 2            | 19/11/2013  | 14                       | 1930        | 2010         | 5           | 1                   | Wereldkampioen  |
| Griekenland           | UEFA         | Winnaar play-off 3            | 19/11/2013  | 3                        | 1994        | 2010         | 2           | 0                   | Eerste ronde    |
| Kroatië               | UEFA         | Winnaar play-off 4            | 19/11/2013  | 4                        | 1998        | 2006         | 1           | 0                   | Derde plaats    |
| Mexico                | CONCACAF     | Winnaar play-off OFC/CONCACAF | 20/11/2013  | 15                       | 1930        | 2010         | 6           | 0                   | Kwartfinale     |
| Uruguay               | CONMEBOL     | Winnaar play-off CONMEBOL/AFC | 20/11/2013  | 12                       | 1930        | 2010         | 2           | 2                   | Wereldkampioen  |

## Topscorers
|   | Speler           | Land                  | Goals |
| - | ---------------- | --------------------- | ----- |
| 1 | Deon McCaulay    | Belize                | 11    |
| 1 | Robin van Persie | Nederland             | 11    |
| 1 | Luis Suárez      | Uruguay               | 11    |
| 4 | Blas Pérez       | Panama                | 10    |
| 4 | Peter Byers      | Antigua en Barbuda    | 10    |
| 4 | Lionel Messi     | Argentinië            | 10    |
| 4 | Edin Džeko       | Bosnië en Herzegovina | 10    |
| 8 | Radamel Falcao   | Colombia              | 9     |
| 8 | Jerry Bengtson   | Honduras              | 9     |
| 8 | Gonzalo Higuaín  | Argentinië            | 9     |

Kwalificatie: Afrika (CAF) · Azië (AFC) · Europa (UEFA) · Noord- en Midden-Amerika (CONCACAF) · Oceanië (OFC) · Zuid-Amerika (CONMEBOL)